# Tipula paludosa
La típula dels prats (Tipula paludosa), és una espècie de dípter nematòcers de la família de les Tipulidae, que se semblen a un rantell gros de molt llargues potes. Pres falsament per un mosquit, aquest insecte no és picador i és totalment inofensiu.
Les seves larves poden produir alguns estralls als prats permanents i als sembrats.

## Etimologia
«Típula» és un substantiu femení, agafat del llatí tippula que significa «aranya d'aigua».

## Descripció

### Típula adulta
La típula dels prats té l'aspecte d'un mosquit de molt gran talla, al cos de 20-25 mm de longitud per la femella i de 16-18 mm pel mascle. Les ales fan 15 a 22 mm i les potes posteriors són molt més llargues que el cos. El cap és estirat, el tòrax gris d'estries longitudinals enfosquides. Les ales grisenques tenen una vorada anterior bruna.
Tipula paludosa i T. oleracea són semblants. Per a distingir-les, s'observa que la femella de T. paludosa té un abdomen més llarg que les ales i que és el contrari en T. oleracea. Pels mascles, T. paludosa posseeix una filera de 15 a 20 sedes a la vora superior de les peces genitals mentre que les fòrceps de T. oleracea són triangulars i desproveïdes de seda. En la T. paludosa, els ulls són àmpliament espaiats, de diverses vegades l'amplada dels segments de base de les antenes, mentre que en T. oleracea els ulls són estrets, d'un ample del segment de base de les antenes. En T. paludosa, els 2 primers segments de les antenes són pèl-rojos, en T. oleracea, els 3 (o més) primers segments de les antenes són pèl-roigs. La configuració de les cel·les de l'ala són diferents com es pot veure a les fotos més avall.
Els ous són negres, estrets, rígids i fan aproximadament 1 mm de longitud.

### Larva de típula
La larva és un llarg cuc de 3 a 4 cm de longitud, habitualment dita «cuc gris» en raó del seu color gris terrós. El cos és mou i és molt resistent, s'allarga i es retracta de manera important. Està desproveït de potes. La larva viu a terra on s'alimenta d'arrels de plantes.

## Cicle de vida
La típula dels prats té una sola generació anual. Els adults tenen una durada de vida de 10 a 15 dies. Els adults apareixen a partir de juny. Durant l'estiu fins al setembre-octubre, els adults volen al matí i al vespre pels llocs humits. Es pot fàcilment observar-los al començament de la tardor quan cerquen entrar a les cases per a protegir-se dels primers freds. Les típules s'aparien repetidament i de seguida després la femella pon molts ous per grup de 5 o 6, a terra quan és en vol o en un suport quan és posada. Produeix en tot de 300 a 400 ous.
L'ou es desenvolupa l'any 15 dies a un mig molt humit i dona una jove larva qui només té 1,5 al començament de l'hivern. La larva, molt resistent al fred, hiverna sense entrar en diapausa. Excava galeries subterrànies que desemboquen a l'aire lliure per a sortir alimentar-se la nit. S'alimenta d'arrels de les gramínies, de llavors de cereals en germinació i de parts aèries dels joves plants prop del coll. Deixa d'alimentar-se a l'hivern però reprèn a la primavera.
Passa per quatre estadis larvaris de setembre a juliol-agost. Fa la nimfosi a terra a partir del mes de juny. La nimfa té un desenvolupament durant 10 a 20 dies. En sortir de l'ou, la nimfa puja a la galeria. Els típules són consumides pels ocells i els batracis.

## Distribució
Tipulosa paludosa és present a Catalunya. De repartició holàrtica, aquesta típula és present a tot Europa. Ha estat introduïda accidentalment a Amèrica del Nord.

## Estralls en els conreus
Les larves poden fer estralls importants de gener a maig.
- Els prats atacats s'engrogueixen prematurament per plaques. De les poblacions de 400 a 1000 larves al metre quadrat han pogut ser observades en el moment de pul·lulació, la qual cosa emmena la destrucció completa de la zona infestada.[4] És també perjudicial per a les gespes i les gespes dels terrenys d'esport.
- Els sembrats de prats són molt vulnerables a les típules. Les plàntules són devorades quan no fan sinó d'un a dos centímetres d'altura.
- Els cereals d'hivern, blat i ordi, són també víctimes d'atacs de típules. La part subterrània de les tiges és tallada el que provoca la mort del peu.
- Els brots de pèsols o de patates poden ser devorats sota terra.
- Les plantes ornamentals cultes sota abric, en planter o als jardins poden també ser devastades per aquesta larva. Fa traus grossos a les fulles del baix.[5]

## Galeria de fotos

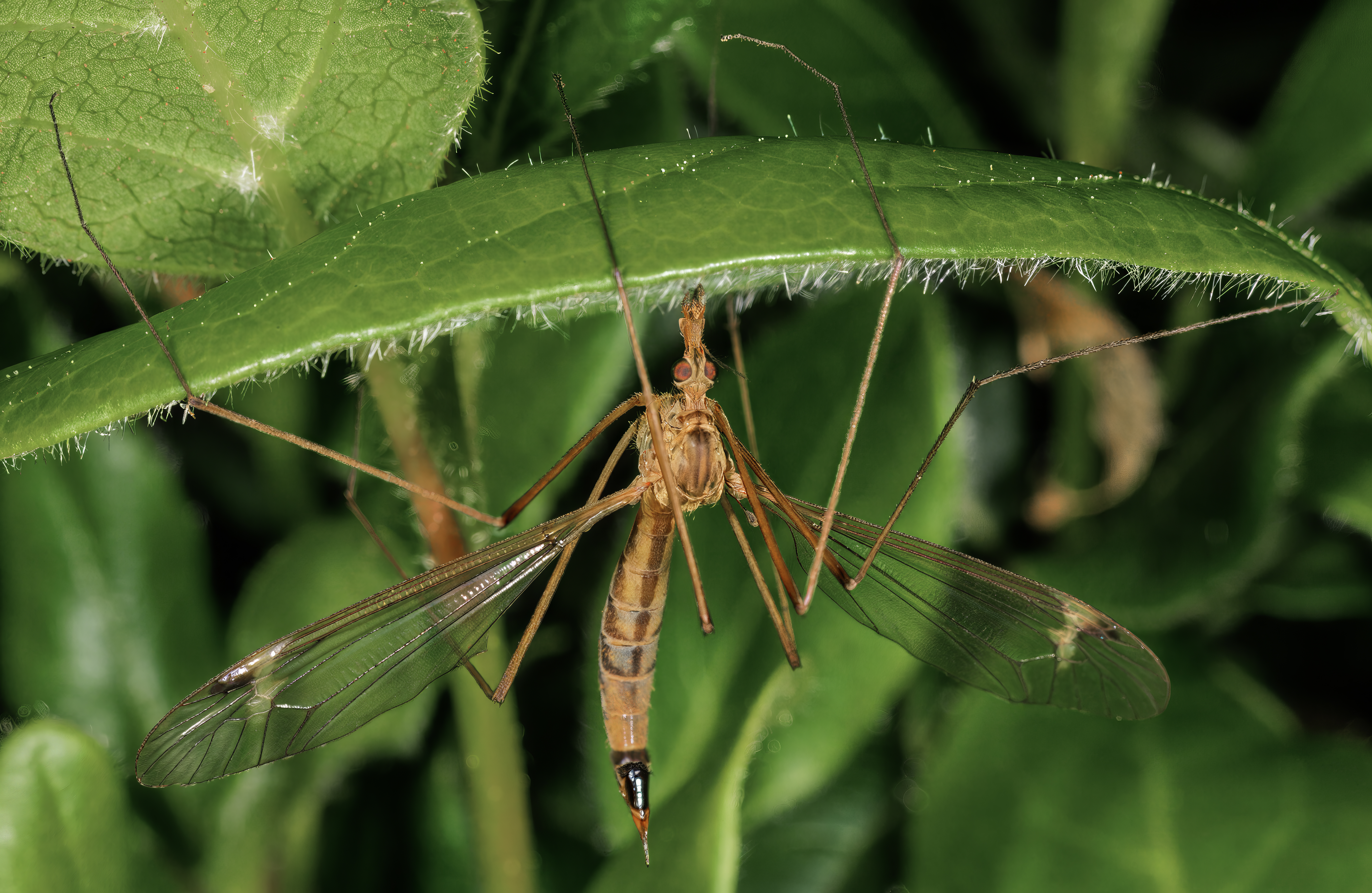
Femella d'abdomen punxegut
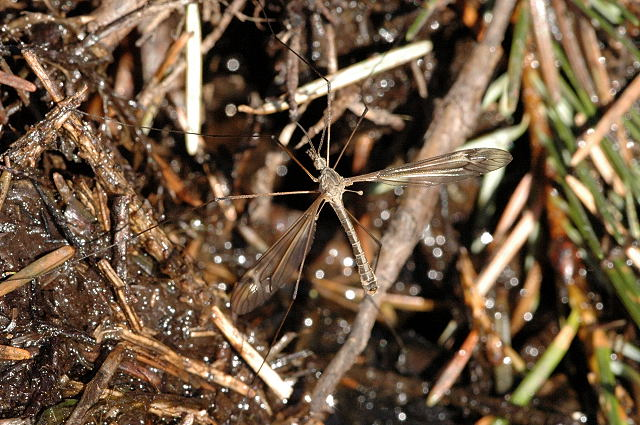
Mascle, amb l'extremitat de l’abdomen inflat
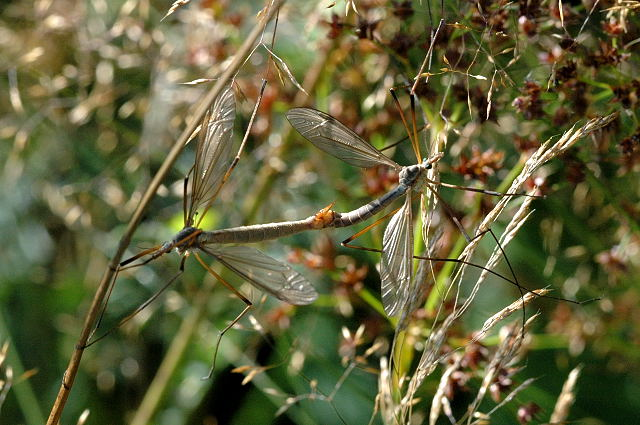
Acoblament
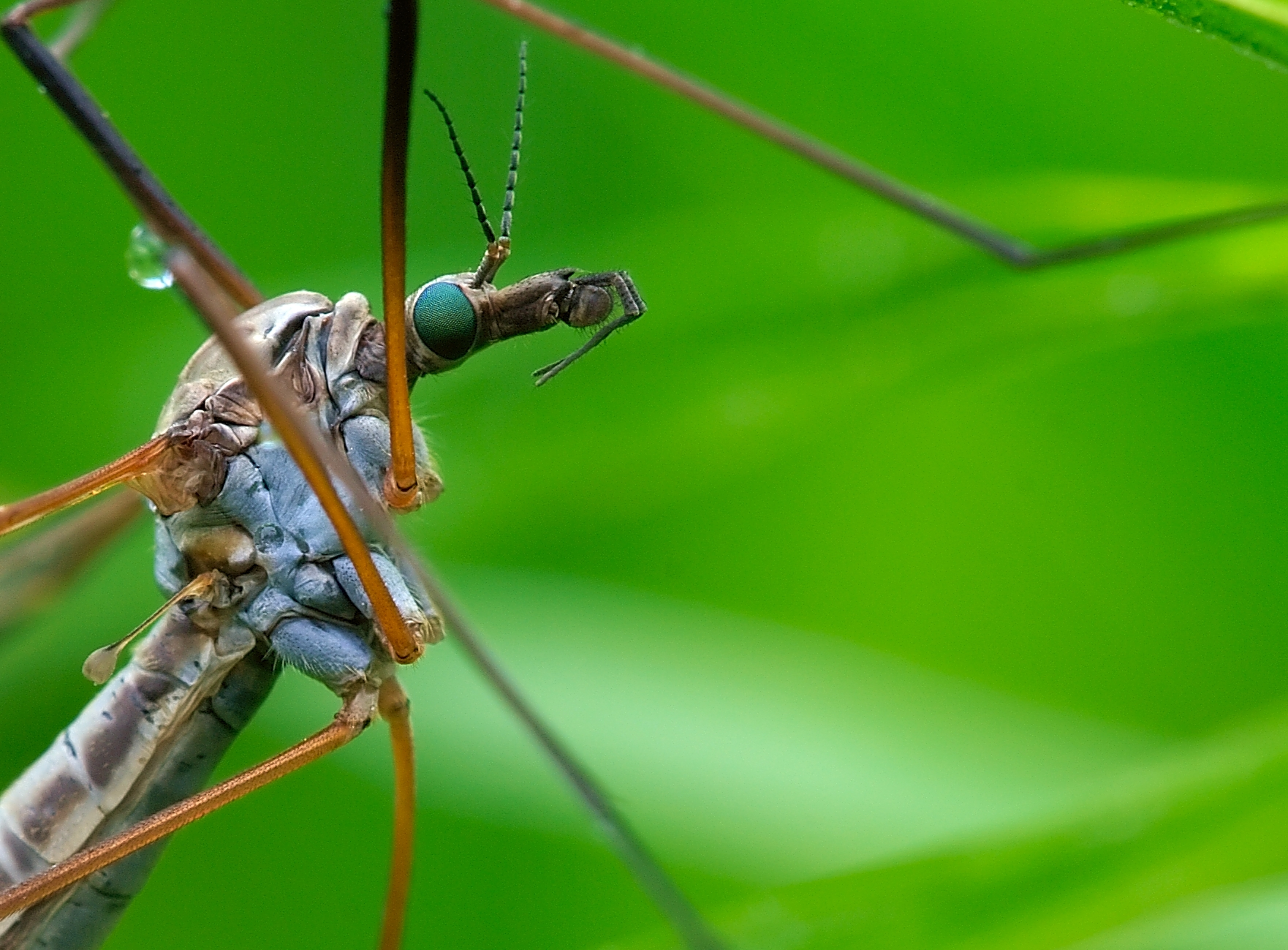
Cap de Tipulidae : "musell" amb palps vists de costat
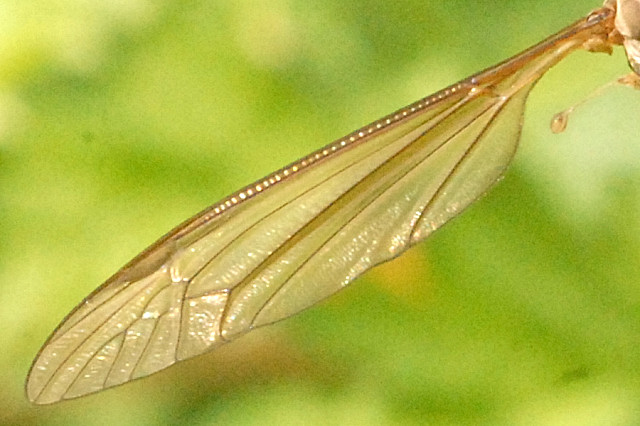
Ala de T. paludosa
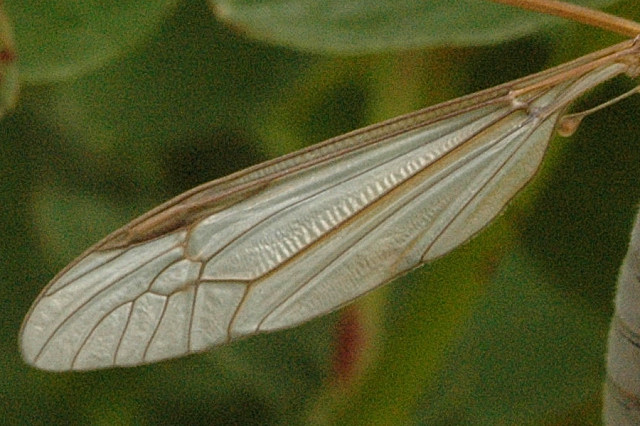
Ala de T. oleracea